# تيرامو باسكت
تيرامو باسكت (بالإيطالية: Teramo Basket)‏ هو فريق كرة سلة إيطالي تأسس في سنة 1973 يقع في تيرامو، إيطاليا. لعب في ليغا باسكيت الدرجة الأولى.

## أبرز اللاعبين
- ماريو بوني
- نيكولوز تسكيتيشفيلي
- جايسي كارول
- تري جونسون

## وصلات خارجية
- الموقع%20الرسمي